# 一切就緒
一切就緒（Right Place Right Time）是英國歌手奧利·莫爾斯的第三裝錄音室專輯，發行於2012年11月23日。專輯獲得了褒貶不一的評價，一些觀點批評專輯的歌曲和莫爾斯的上一張專輯只想說愛你相似。一切就緒的首周銷量達127,000張，被英國唱片業協會認證為雙白金唱片。專輯包括了五首單曲。